# Benjamin Britten
Pour les articles homonymes, voir Britten.
Œuvres principales
- Variations sur un thème de Frank Bridge (1937)
- Les Illuminations (1939)
- Sérénade pour ténor, cor et cordes (1943)
- Peter Grimes (1945)
- The Young Person's Guide to the Orchestra (1946)
- Billy Budd (1951)
- The Turn of the Screw (1954)
- Le Songe d'une nuit d'été (1960)
- War Requiem (1962)

Edward Benjamin Britten, né le 22 novembre 1913 à Lowestoft dans le Suffolk, et mort le 4 décembre 1976 à Aldeburgh, est un compositeur, chef d'orchestre, altiste et pianiste britannique.
Il est souvent considéré comme le plus grand compositeur britannique depuis Henry Purcell (en excluant Georg Friedrich Haendel, né allemand puis devenu sujet britannique à quarante ans passés).

## Biographie

### Enfance
Benjamin Britten est né le 22 novembre 1913. Ses parents habitaient Lowestoft, un port de pêche d'Est-Anglie et leur maison faisait face à la mer du Nord. Mis à part un bref séjour aux États-Unis et ses différents voyages, il habitera toujours cette région anglaise qui inspirera nombre de ses œuvres.
Son père, chirurgien-dentiste, interdit chez lui la radio et le gramophone de façon à inciter les membres de sa famille à pratiquer la musique. Sa mère, chanteuse et pianiste amateur, lui apprend à en jouer. À cinq ans, il compose sa première pièce musicale. Sa maîtresse d'école lui enseigne également le piano lorsqu'il a huit ans. Les musiciens qui se produisaient dans la région venaient souvent habiter chez les Britten.
Dès 11 ans, il étudie l'alto avec Audrey Alston, future dédicataire de la Simple Symphony. À l'âge de 13 ans, Benjamin Britten est envoyé en pension à la Gresham's School de Norfolk. En 1927, il devient l’élève de Frank Bridge pour la composition, dont il avait entendu The Sea en 1924 lors du Festival de musique de Norwich, grâce à Audrey Alston. Il passe toutes ses vacances scolaires chez les Bridge.
À 15 ans, il compose Quatre chansons françaises pour soprano et orchestre sur des poèmes de Victor Hugo et de Paul Verlaine, dédiées à ses parents pour leur 27e anniversaire de mariage, premier cycle de mélodies dans une langue étrangère.
En 1929, à 16 ans, il étudie, en obtenant une bourse, au Royal College of Music de Londres. Son op. 1, la Sinfonietta pour dix instruments, est créée à Londres et semble, malgré son évidente originalité, influencée par Arnold Schönberg — dont il a réclamé en vain l'achat de la partition du Pierrot lunaire par son Collège. Ayant obtenu sa licence en 1932, il veut se rendre à Vienne pour étudier avec Alban Berg, mais la direction du Collège le déconseille à ses parents, en raison de l'influence prétendument néfaste de ce compositeur moderne.
Son premier ouvrage publié — la Simple Symphony — est un succès, et Phantasy, op. 2, un quatuor pour hautbois et cordes, est créé par Léon Goossens et représente en 1934 l'Angleterre au Festival de Florence organisé par la Société internationale pour la musique contemporaine.

### Premiers succès et exil aux États-Unis
De 1935 à 1939, il est engagé comme compositeur et directeur musical par la Documentary Cinema Company qui dépend de la Poste britannique. En 1936, il y fait la connaissance du poète W. H. Auden qui écrit le scénario de Night Mail (1936), puis collabore avec lui notamment sur le cycle musical Our Hunting Fathers. Pendant un voyage d'Auden aux États-Unis, en 1936, il rencontre le ténor Peter Pears, le futur compagnon de sa vie et partenaire musical, qui aura une grande influence dans sa vie musicale et à qui il dédiera plusieurs œuvres tout au long de sa vie.
La création de ses Variations sur un thème de Frank Bridge, op. 10 en 1937 au Festival de Salzbourg marque son premier succès international et son entrée dans le monde musical. En 1938, il compose la musique de scène de L'Aigle à deux têtes de Jean Cocteau et un concerto pour piano.

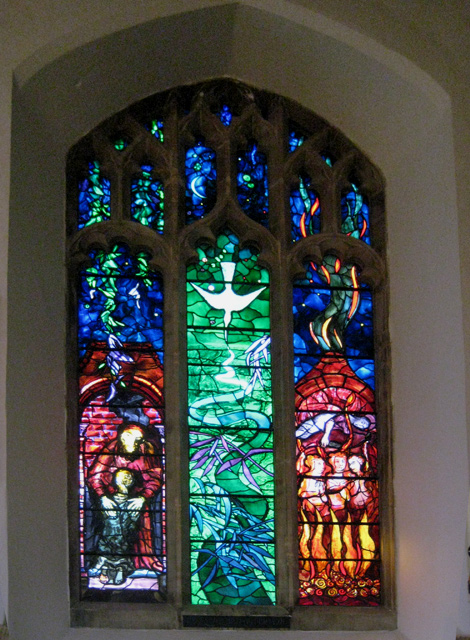
Vitrail à la mémoire de Benjamin Britten conçu par John Piper pour l'église de St Peter and St Paul, Aldeburgh.

En avril 1939, peu avant la Seconde Guerre mondiale, accompagné de Peter Pears, il s'exile aux États-Unis jusqu'en 1942. Il y compose Paul Bunyan, une opérette écrite pour les étudiants de l'université Columbia sur un scénario de W. H. Auden, mais également Les Illuminations. À New York, il se lie d'amitié avec des écrivains et des artistes tels que Carson McCullers, Paul Bowles, Jane Bowles, Kurt Weill, Golo Mann ou Salvador Dalí. Il y termine le concerto pour violon (1939) et compose la Sinfonia da Requiem, le concerto Diversions, les Sept sonnets de Michel-Ange ainsi que son premier quatuor (ce dernier commandé par Elizabeth Sprague Coolidge).
Serge Koussevitzky l'encourage à écrire son premier opéra qui sera Peter Grimes et qui deviendra l'opéra le plus populaire du milieu du XXe siècle (terminé seulement en février 1945 et créé en juin de la même année par le Sadler's Wells Opera).

### Retour au Royaume-Uni et consécration
Après 1942, il retourne au Royaume-Uni où il bénéficie du statut d’objecteur de conscience. Au cours de la traversée en bateau, il compose A Ceremony of Carols. Roger Lalande entreprend de faire découvrir Britten en France. Le Viol de Lucrèce un opéra de chambre où débute Kathleen Ferrier est créé lors du Festival de Glyndebourne en 1946.
Il crée l'English Opera Group en 1947 avec l'objectif de la renaissance de l'opéra anglais. En 1948, il crée à Aldeburgh (Suffolk), où il réside, un festival auquel il associe pendant les années 1960 l'English Chamber Orchestra, notamment lors de la création de plusieurs œuvres, telles Le Songe d'une nuit d'été, Owen Wingrave ou Curlew River (« La Rivière aux Courlis »). Britten y invite ses amis, Mstislav Rostropovitch, à qui Britten dédiera une sonate pour violoncelle seul en 1965, et Sviatoslav Richter notamment. Il devient également ami de Dmitri Chostakovitch qui lui dédiera sa 14e Symphonie. De nombreux enregistrements de concerts ont été édités par la BBC, avec Britten à la direction ou en soliste (au piano plus souvent).
En 1953, la Biennale de Venise lui commande un nouvel opéra. Prenant appui sur une nouvelle de Henry James, Le Tour d'écrou, Britten confie à la librettiste Myfanwy Piper un livret tiré de ce texte. La création de The Turn of the Screw par l’English Opera Group, avec un orchestre réduit à treize musiciens, a lieu le 14 septembre 1954, ne connaît pas d'emblée un grand succès et mettra plusieurs années à s'imposer.
De 1958 à sa mort (1976), il est membre correspondant de l'Académie des arts de la RDA, section musique.
Le 30 mai 1962, à l'occasion de l’inauguration de la nouvelle cathédrale de Coventry, construite à côté des ruines de l'ancienne cathédrale, dévastée par les bombardements de 1940, il compose son War Requiem, dans lequel il exprime « sa terrible angoisse face à cette sorte de génie qu’ont les hommes à s’étriper régulièrement, depuis toujours et sans doute pour toujours ». Comme un complément à cette œuvre, il compose l'année suivante une cantate qu'il intitule Cantata misericordium (« Cantate des miséricordieux »), une œuvre brève qui s'inspire de la parabole du Bon Samaritain, dans l’Évangile selon Luc (Lc 10,25-37).
Il est anobli par la reine en 1973 (baron) et devient Lord of Aldeburgh. Il a été décoré de l'Ordre du Mérite et de l'Ordre des compagnons d'honneur. En 1974, il reçoit le Prix Ernst-von-Siemens.
À l'automne 1975, un an avant sa mort, Benjamin Britten revient une dernière fois au quatuor à cordes, quelque trente années après avoir écrit son précédent opus pour cette formation. Ce troisième et dernier quatuor est dédié à Hans Keller, musicologue anglais d’origine autrichienne. La création publique de cette œuvre par le Quatuor Amadeus a lieu à Snape le 19 décembre 1976, tout juste quinze jours après sa mort.

## Importance critique
Pour Dmitri Chostakovitch, le War Requiem est l'œuvre musicale la plus importante du XXe siècle.
André Tubeuf écrit, dans la préface de la biographie par Xavier de Gaulle, intitulée Benjamin Britten ou l’impossible quiétude – essai (Actes Sud, 1996, 2013) :

« Britten […] quand il est mort, n’était toujours qu’un outsider, le marginal que d’emblée il était, et qu’il a mis son courage, sa fierté à demeurer, malgré la reconnaissance publique qui lui venait. […] Un musicien qui s’exprime par la musique de chambre, par l’intimité chorale et par des opéras où la voix n’a pas à briller, mais à toucher, et où les personnages seuls comptent, pas l’affiche, comment deviendrait-il mondial ? Et simplement public ? C’était déjà beaucoup qu’au moment de sa mort Britten fût sorti du cercle de suspicion où l’avaient enfermé d’abord toutes ses indomptables indépendances : de goût, d’humeur et, par-dessus tout, de convictions. Au moins le message de Peter Grimes, de The Turn of the Screw, du War Requiem avait été perçu, fût-ce par un public lui-même avant-coureur. »

## Vie privée
Pacifiste, Benjamin Britten est objecteur de conscience pendant la guerre. C'est notamment grâce aux encouragements du poète W. H. Auden qu'il vit ouvertement son homosexualité ; il entretient jusqu'à la fin de sa vie une relation de couple avec le ténor Peter Pears, rencontré en 1937. Tous deux emménagent à Aldeburgh, un village portuaire du Suffolk dont Britten sera fait lord, en 1973, par la reine Élisabeth II. Certaines de ses œuvres, notamment les pièces lyriques, laissent transparaître cette orientation avec « un minimum de déguisement » (à l'époque, l'homosexualité ne s'affichait pas). C'est le cas des opéras Peter Grimes, The Turn of the Screw (Le Tour d'écrou), Billy Budd ou encore de l'opéra testamentaire Death in Venice (Mort à Venise), d'après la nouvelle homonyme de Thomas Mann.

## Postérité
Peter Pears, décédé en 1986, est enterré au côté de Britten dans le cimetière d'Aldeburgh. Les deux hommes sont liés dans la postérité au travers de la Britten-Pears School for Advanced Musical Studies (en), du Britten-Pears Orchestra (en) et de la Britten-Pears Fondation. Un astéroïde de la Ceinture d'astéroïdes - le (4079) Britten - a été nommé en hommage au compositeur en 1983.

## Œuvres

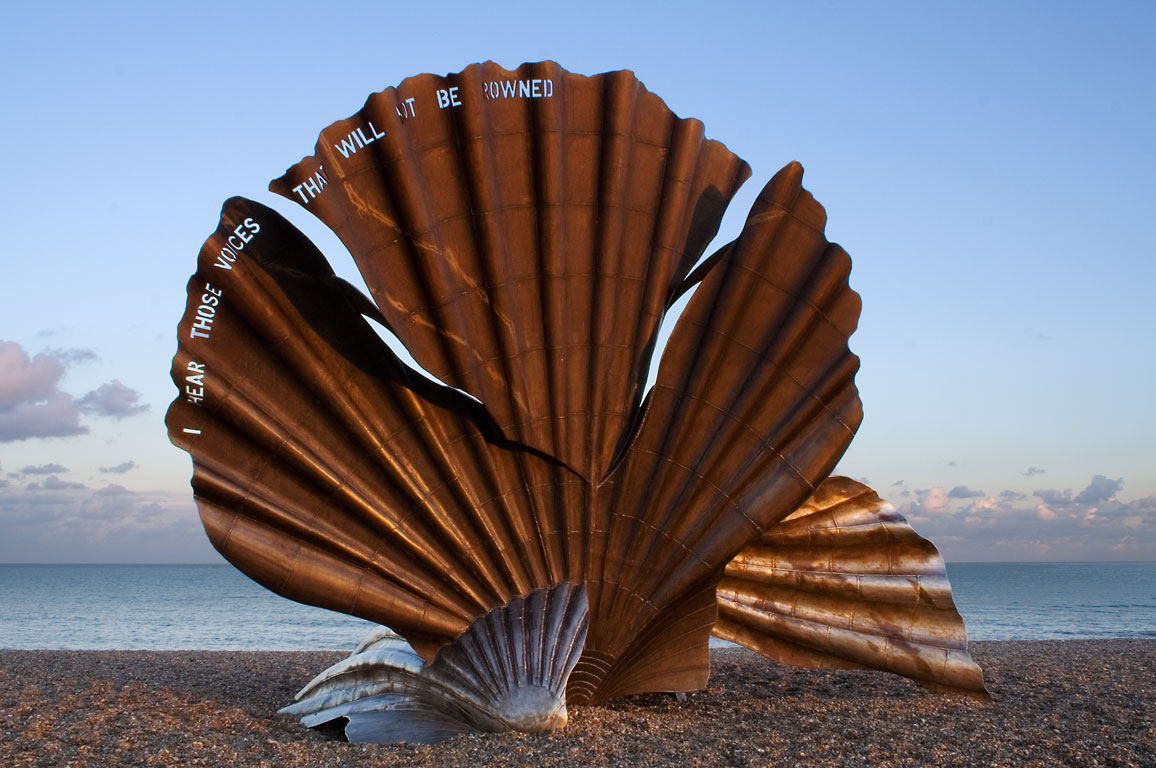
La Coquille Saint-Jacques de Maggi Hambling sur la plage d'Aldeburgh, reprenant les paroles de Peter Grimes : I hear those voices that will not be drowned..

L'œuvre de Britten est considérable avec une inspiration toute personnelle, à distance des compositeurs de musique atonale qui révolutionnèrent l’époque, préférant rendre hommage aux musiques du Moyen Âge et au bel canto, tout en introduisant de la modernité (gamelan indonésien par exemple). Ses compositions principales concernent essentiellement la musique vocale (notamment pour chorales d'enfants), et surtout l’opéra, dont il écrivit quelques pièces majeures de la seconde partie du XXe siècle, ce qui ne l'empêche pas d'avoir réalisé des œuvres instrumentales ou de la musique de chambre. Son œuvre a été principalement éditée chez Faber Music.
Parmi ses œuvres les plus connues, on peut citer :
Opéras
- Peter Grimes, op. 33, livret de Montagu Slater d'après le poème The Borough de George Crabbe (1945)
- Billy Budd, op. 50, livret d'Edward Morgan Forster et Eric Crozier d'après la nouvelle d'Herman Melville (1951, rév. 1960)
- Gloriana, op. 53, d'après Lytton Strachey (1953)
- The Turn of the Screw (Le Tour d'écrou) op. 54, d'après Henry James (1954)
- A Midsummer Night's Dream (Le Songe d'une nuit d'été), op. 64, d'après Shakespeare (1960)
- Owen Wingrave, op. 85, d'après la nouvelle d'Henry James (1971)
- Death in Venice (Mort à Venise), op. 88, livret de Myfanwy Piper d'après la nouvelle de Thomas Mann (1973)

Œuvres vocales
- Les Illuminations, op. 18, pour ténor ou soprano et orchestre à cordes, d'après les poèmes du recueil d'Arthur Rimbaud (1939) - composé au début de sa relation avec le ténor Peter Pears
- Seven Sonnets of Michelangelo (Sept sonnets de Michel-Ange) op. 22 (1941)
- Serenade for Tenor, Horn and Strings (Sérénade pour ténor, cor et cordes), op. 31 (1943)

Œuvres chorales
- Friday Afternoons (en), op. 7 pour voix d'enfants et piano (1935)
- Hymn to St Cecilia (en), op. 27, pour chœur a cappella (1942)
- A Ceremony of Carols, op. 28, pour chœur d'enfants et harpe (1942)
- War Requiem, op. 66, pour solistes, chœur et orchestre (1961) - une œuvre très diffusée, considérée comme son œuvre majeure
- Cantata misericordium (en) op. 69, (1963) pour le centenaire de la Croix-Rouge (effectif : ténor et baryton soli, chœur SATB, quatuor à cordes, orchestre à cordes, piano, harpe et timbales). Texte latin d'après la parabole évangélique du Bon Samaritain.

Œuvres orchestrales
- Simple Symphony, op. 4 (1934)
- Variations sur un thème de Frank Bridge, op. 10 (1937)
- Concerto pour piano, op. 13 (1938 révisé en 1945)
- Concerto pour violon, op. 15 (1939 révisé en 1958)
- Young Apollo, op. 16, pour piano, quatuor à cordes et orchestre à cordes (1939)
- The Young Person's Guide to the Orchestra, op. 34 (1946) - variations et fugue sur un thème d'Henry Purcell

Œuvres instrumentales
- Alpine Suite, pour trio de flûtes à bec (1955)[22]
- Six métamorphoses d'après Ovide op. 49, pour hautbois seul (1951)
- Suite pour violoncelle no 1, op. 72 (1964)
- Suite pour violoncelle no 2, op. 80 (1967)
- Suite pour violoncelle no 3, op. 87 (1971)

Musique de chambre
- Quatuor à cordes no 1 (1941)
- Quatuor à cordes no 2 (1945)[23]
- Quatuor à cordes no 3 (1975)
- Sonate pour violoncelle et piano (1961)

## Discographie
Benjamin Britten a enregistré plusieurs disques de ses œuvres ainsi que d'autres de compositeurs classiques (exemple : Billy Budd, A Ceremony of Carols, etc.).

### Britten par Britten
- Saint Nicolas op. 42, avec le chœur d'enfants de l'école d'Ipswich, l'Orchestre du Festival d'Aldeburgh (1955)
- A Midsummer Night's Dream, avec le chœur des écoles Downside et Emanuel et l'Orchestre symphonique de Londres
- War Requiem, avec Peter Pears, Dietrich Fischer-Dieskau, Galina Vichnevskaïa, l'Orchestre symphonique de Londres et le Melos Ensemble (1963)

ainsi que tous ses opéras.

### Autres compositeurs
- Wolfgang Amadeus Mozart : Concertos pour piano no 20 et no 27, avec Clifford Curzon et l'English Chamber Orchestra
- Jean-Sébastien Bach : Concertos brandebourgeois avec l'English Chamber Orchestra
- Robert Schumann : Scènes de Faust et Concerto pour violoncelle, op. 129, avec Mstislav Rostropovitch et l'Orchestre symphonique de Londres

En 1967, Benjamin Britten et Sviatoslav Richter enregistrent un disque microsillon à deux pianos comprenant :
- Wolfgang Amadeus Mozart : Sonate en ré majeur, K.448
- Robert Schumann : Bider aus Osten, op. 66
- Claude Debussy : En Noir et Blanc
- Benjamin Britten : Intro And Rondo Alla Burlesca, op. 23

En 1968, Benjamin Britten et Mstislav Rostropovitch enregistrent un disque violoncelle-piano, considéré aujourd'hui comme majeur dans lequel ils interprètent :
- Franz Schubert : Sonate Arpeggione, D.821
- Robert Schumann : Fünf Stücke im Volkston, op. 102
- Claude Debussy : Sonate pour violoncelle et piano
- Frank Bridge : Sonate pour violoncelle et piano
- Benjamin Britten : Sonate pour violoncelle et piano

## Hommages
- Cantus in memoriam Benjamin Britten a été composé par Arvo Pärt en 1977, après la mort du compositeur anglais en 1976, et a été exécuté pour la première fois à Londres en 1979.
- L'astéroïde (4079) Britten est nommé en son honneur[25].

- Une rose rouge lui est dédiée en 2001 par le rosiériste anglais David Austin, du nom de 'Benjamin Britten'.